# Chrysis araratica
Chrysis araratica es una especie de avispa del género Chrysis, familia Chrysididae. Fue descrita por Radoszkowski en 1890.